# Château d'Inverness
 (juin 2020).
Si vous disposez d'ouvrages ou d'articles de référence ou si vous connaissez des sites web de qualité traitant du thème abordé ici, merci de compléter l'article en donnant les références utiles à sa vérifiabilité et en les liant à la section « Notes et références ».
Le château d'Inverness se trouve sur une colline surplombant le fleuve Ness à Inverness en Écosse, au Royaume-Uni. La structure en grès rouges visible aujourd'hui est construite en 1836 par l'architecte William Burn. Le château est construit sur le site d'une forteresse du XIe siècle. Aujourd'hui il est le siège du tribunal des shérifs et ne se visite pas.